# Lola T97/30
Lola T97/30 – samochód Formuły 1 zespołu MasterCard Lola zaprojektowany przez Erika Broadleya, który podjął próbę uczestnictwa w sezonie 1997. Kierowcami byli debiutant, mistrz Formuły 3000 z 1995 roku, Vincenzo Sospiri, oraz Ricardo Rosset, który przyszedł z Footworka. T97/30 był pierwszym uczestniczącym w zawodach Formuły 1 modelem zbudowanym przez Lola Racing Cars od czasów T93/30. Pierwotnie zespół planował zadebiutować w sezonie 1998, ale ze względu na naciski MasterCard debiut przełożono na sezon 1997. Oznaczało to brak czasu na testy, zarówno w tunelu aerodynamicznym jak i na torze, a później spowodowało, że zespół po bardzo krótkim czasie wycofał się z Formuły 1.

## Tło

### Lola w Formule 1
Lola ma długą tradycję jako dostawca nadwozi dla zespołów Formuły 1 od momentu powstania firmy w 1956 roku. W 1962 roku Lola zadebiutowała w Formule 1, budując model Mk4 dla zespołu Bowmaker Racing Team, którego kierowcami byli John Surtees i Roy Salvadori. Początki były bardzo obiecujące, ponieważ w debiucie konstruktora Surtees zdobył pole position do wyścigu o Grand Prix Holandii. Ogólnie w sezonie 1962 Lola zdobyła czwarte miejsce w klasyfikacji konstruktorów, a Surtees dwukrotnie zajął drugie miejsce. W następnym sezonie Lola dostarczała nadwozia Mk4A zespołowi Reg Parnell Racing, ale nie zdołał on zdobyć ani jednego punktu. Następnie Lola wycofała się z Formuły 1, ale powróciła do tej serii w sezonie 1967, by dostarczać nadwozia BMW. Jednakże ani w roku 1967, ani w 1968 samochody Lola nie zdobyły ani jednego punktu.

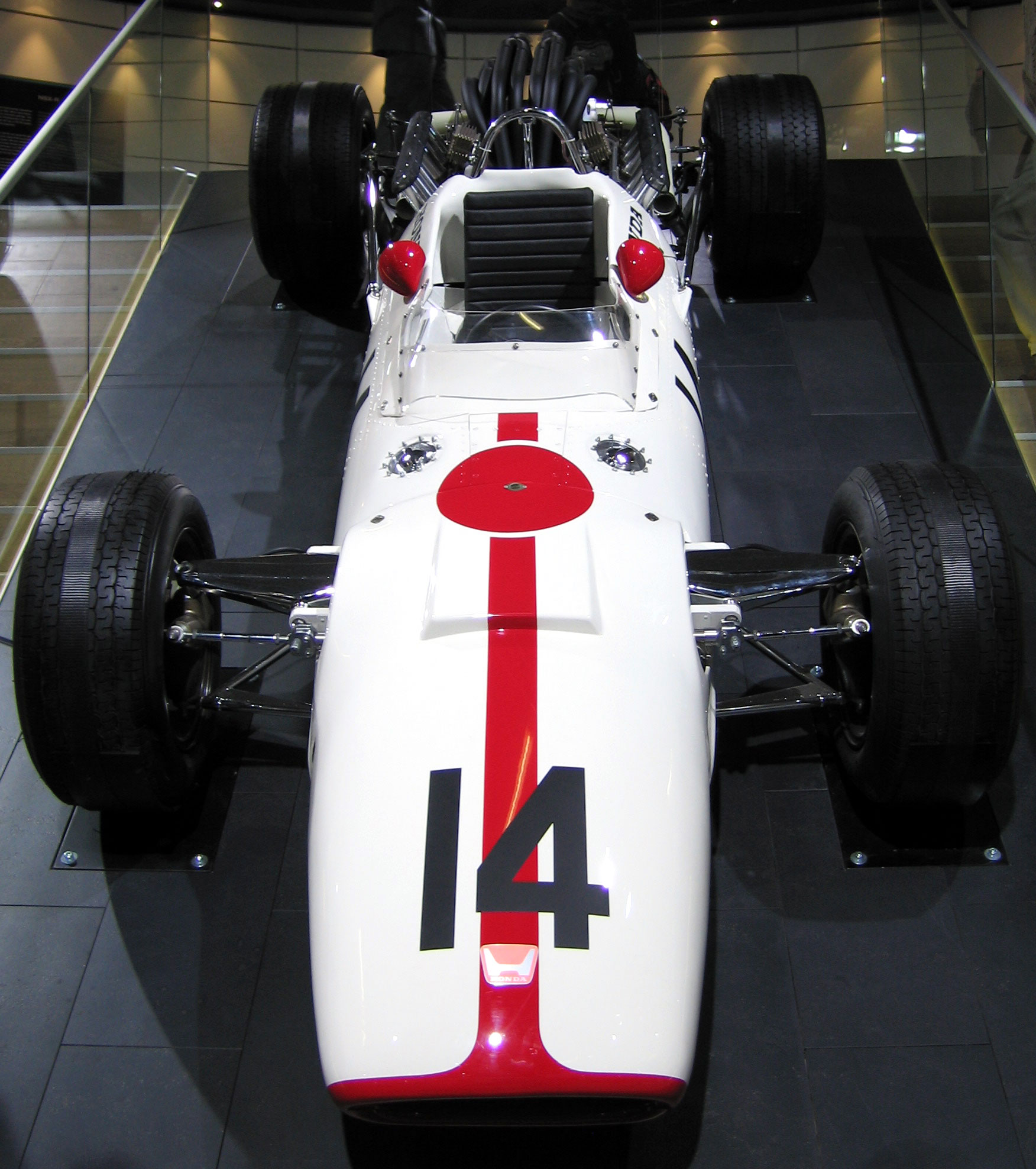
Honda RA300 „Hondola”

W 1967 roku Honda zleciła Loli zaprojektowanie i zbudowanie samochodu dla japońskiego koncernu. Miało to związek z tym, że używany przez Hondę model RA273 był nieudaną konstrukcją i ważył 743 kilogramy. Samochód, o oznaczeniu Honda RA300 (zwany również „Hondola”), ważył 600 kg i szybko wywarł duże wrażenie na dziennikarzach, a Surtees wygrał nim Grand Prix Włoch 1967. Następnie Honda opracowała model RA301, a po 1968 roku Lola wycofała się z Formuły 1.
Lola do Formuły 1 powróciła w 1974, dostarczając model T370 zespołowi Embassy Hill. Zespół zdobył jeden punkt. W następnym sezonie, po trzech wyścigach, Lola wycofała się z Formuły 1, a Embassy Hill zbudował własny samochód.
W roku 1985 nazwa Lola powróciła do Formuły 1. Carl Haas, założyciel zespołu Haas Lola, był powiązany z Lola Cars, jakkolwiek Lola nie miała nic wspólnego z zespołem. Carl Haas uznał, że nazwa Lola bardziej przyciągnie sponsorów. Po sezonie 1986 zespół Haas Lola wycofał się z Formuły 1.
W latach 1987–1991 Lola projektowała i budowała samochody dla francuskiego zespołu Larrousse. W 1993 firma zbudowała model T93/30 dla zespołu BMS Scuderia Italia.
Łącznie samochody konstrukcji Loli zdobyły jedno pole position (John Surtees w Grand Prix Holandii 1962) oraz trzy miejsca na podium (Surtees w Grand Prix Niemiec 1962 i Grand Prix Wielkiej Brytanii 1962 oraz Aguri Suzuki w Grand Prix Japonii 1990).

### Pierwsza próba: Lola T95/30
Brytyjski inżynier i założyciel Loli, Eric Broadley, postanowił w 1994 roku stworzyć nowy samochód Formuły 1, który nie byłby wybudowany dla klienta, a po raz pierwszy w historii Formuły 1 wystawiony pod zespołem Lola. Ostatnim samochodem Loli w Formule 1 był model T93/30, ale po sezonie 1993 BMS Scuderia Italia połączyła się z Minardi i Lola nie miała w Formule 1 klientów na swoje nadwozia.
Model T95/30 został zaprojektowany przez Juliana Coopera (pracującego wcześniej w Benettonie) i Chrisa Saundersa (byłego pracownika Williamsa). Do jego zaprojektowania wykorzystano tunel aerodynamiczny w skali 40%, znajdujący się w Instytucie Cranfield. Prototyp napędzany przez silnik Ford ED V8 był testowany przez Allana McNisha. Testy wykazały, że samochód osiąga słabe wyniki, ponadto Lola nie była w stanie znaleźć sponsorów i zgromadzić odpowiednich funduszy, toteż projekt ostatecznie zawieszono.

### Druga próba
W 1996 roku, po rezygnacji z prototypu T95/30, wyjawiono plany nowego projektu budowy samochodu Formuły 1. Jednakże firma nie była w najlepszej sytuacji finansowej ze względu na fakt, iż konkurowała z Reynardem przy dostarczaniu samochodów do Formuły 3000. Postanowiono zawrzeć więc ambitne i bezprecedensowe porozumienie z MasterCard i w 1998 roku wystawić zespół Formuły 1 pod nazwą MasterCard Lola F1 Team.
Finansowanie zespołu opierało się między innymi na programie „Club MasterCard”, którego członkowie, po uiszczeniu opłaty w wysokości 35 000 dolarów mieli prawo do korzystania z wielu przywilejów związanych z zespołem (imprezy dla VIP-ów, zaproszenia na wycieczki, kursy jazdy). MasterCard zobowiązało się do finansowania zespołu w kwocie 35 000 000 dolarów. Lola, której budżet zależał głównie od MasterCard, planowała debiut na sezon 1998, ale główny sponsor kładł nacisk, by debiut przesunąć na rok 1997. W związku z tym w listopadzie 1996 roku rozpoczęto prace nad bolidem.
W związku z przesunięciem debiutu na rok wcześniej szefowi zespołu, Erikowi Broadleyowi, trudno było wywiązać się z terminów narzuconych przez jego partnera finansowego, zwłaszcza że zespół początkowo liczył 35 pracowników (później rozszerzono personel do około stu). Dla porównania drugi debiutant w sezonie, Stewart Grand Prix, miał na początku około stu pracowników. Ponadto w czasie, w którym Lola rozpoczęła projektowanie bolidu, Stewart rozpoczął już testowanie swojego samochodu.

## Silnik i skrzynia biegów
Model T97/30 był napędzany ośmiocylindrowymi silnikami Ford ECA Zetec-R o pojemności 2994 cm³. Ten zaprojektowany w 1995 roku silnik początkowo osiągał moc maksymalną 610 KM, ale w 1997 mógł osiągać 660 KM przy 14500 obr./min.. Stewart z racji bycia niejako fabrycznym zespołem Forda dysponował mocniejszą, osiągającą do 735 KM jednostką VJ Zetec-R.
Zespół nabył 15 silników, ale w połowie sezonu miał zamiar rozpocząć testować silniki własnej konstrukcji. Niewielkie fundusze zespołu spowodowały, że silniki nie zostały zakupione, a wzięte w leasing z uwzględnieniem kosztów remontów i utrzymania. Silniki te były używane już w 1996 roku w samochodach Forti. Lola zawarła z Cosworthem porozumienie, w myśl którego każdy silnik mógł być w sezonie pięciokrotnie odbudowywany.
Podczas gdy Lola planowała wykorzystać maksymalnie trzydzieści silników rocznie (piętnaście na pół sezonu), Jordan i Stewart na samo tylko Grand Prix Australii przywieźli jedenaście silników, Williams, Benetton, McLaren i Ferrari po dziesięć, a Prost, Sauber i Minardi – po siedem. Różnice w budżecie pomiędzy Lolą a pozostałymi zespołami od początku sezonu były oczywiste.
Sześciobiegowa półautomatyczna skrzynia biegów była konstrukcją Loli. Jej konstrukcja i umiejscowienie mogły być jedną z przyczyn słabych osiągów samochodu, wpływały bowiem negatywnie na tylną część podłogi, pogarszając efektywność dyfuzora i redukując docisk. W 1997 roku większość zespołów Formuły 1 umieszczała skrzynię biegów wzdłużnie. Jedyne zespoły, które umiejscowiły ją poprzecznie, to Lola, Prost, Williams i Ferrari. Jednakże biura projektowe Prosta, Williamsa i Ferrari były znacznie bardziej efektywne niż Loli. Ponadto Lola nie stosowała tunelu aerodynamicznego, nie była więc w stanie zauważyć takiego działania skrzyni biegów.

## Nadwozie i zawieszenie
W związku z niewielką ilością czasu, którą zespół dysponował na skonstruowanie samochodu, jako pierwowzoru użyto modelu T95/30. Model został zaprojektowany w oparciu o technikę CAD.
Konstrukcja tylnej części podłogi, bezpośrednio inspirowana Lolą T93/30 z 1993 roku, okazała się wadliwa, ponieważ zmniejszała efektywność dyfuzora. Chociaż aerodynamika jest kluczową dziedziną przy projektowaniu samochodu Formuły 1, a „pakiet aero” zmienia się w trakcie sezonu, projektowanie nowego samochodu z rozwiązaniami technicznymi sprzed czterech lat pokazywało amatorstwo Loli. Brytyjski zespół nie dysponował tunelem aerodynamicznym i było bardzo wątpliwe, by mógł nim dysponować od połowy sezonu.
Nadwozie samonośne (monocoque) o strukturze plastra miodu było oparte na konstrukcjach używanych w samochodach IndyCar. Wykonane zostało z włókien węglowych i aluminium. Na zawieszenie składały się popychacze i dźwignie kątowe znajdujące się wewnątrz, poruszane podwójnymi wahaczami (nierównej długości z przodu). Amortyzatory były konstrukcji firmy Koni.
Hamulce były wykonane z kompozytów z matrycą metalową (MMC). Zaciski były wykonane przez AP, a tarcze przez AP i Carbon Industrie.

## Kierowcy
Eric Broadley postanowił nie korzystać z usług doświadczonych kierowców, a za to preferował pay driverów, tj. kierowców płacących za start. Miało to na celu zapewnić zamknięcie budżetu wystarczającego do rozpoczęcia sezonu Formuły 1. Ostatecznie zdecydowano się na zatrudnienie w charakterze podstawowych kierowców Ricardo Rosseta i Vincenzo Sospiriego, a jako kierowcę testowego – Andreę Monterminiego.
Ricardo Rosset w Formule 1 zadebiutował w 1996 roku w zespole Footwork. W niższych seriach wyścigowych wygrał jeden wyścig w Formule 3 i dwa wyścigi w Formule 3000. W 1995 roku został wicemistrzem Formuły 3000. Dzięki brazylijskim sponsorom znalazł angaż w Formule 1 w Footworku. W 1996 roku nie ukończył ośmiu wyścigów, a najlepszym jego wynikiem było ósme miejsce w Grand Prix Węgier. Ponadto regularnie był wolniejszy od zespołowego kolegi, Josa Verstappena.
Vincenzo Sospiri przed 1997 rokiem nie startował w Formule 1. Sospiri był mistrzem świata w kartingu, wygrał Festiwal Formuły Ford na torze Brands Hatch w 1988 roku, a w 1990 roku wygrał Mistrzostwa Brytyjskiej Formuły Opel Lotus. W 1991 zadebiutował w Formule 3000, gdzie był ósmy w klasyfikacji generalnej. W 1992 roku startował we Włoskiej Formule 3, a w 1993 roku powrócił do Formuły 3000. Zajął wtedy siódme miejsce w klasyfikacji generalnej. W sezonie 1994 był czwarty, a rok później został mistrzem Formuły 3000. Mimo to nie został etatowym kierowcą Formuły 1. Zespół Benetton zaangażował go w charakterze kierowcy testowego w 1996 roku.

## Prezentacja i rozwój

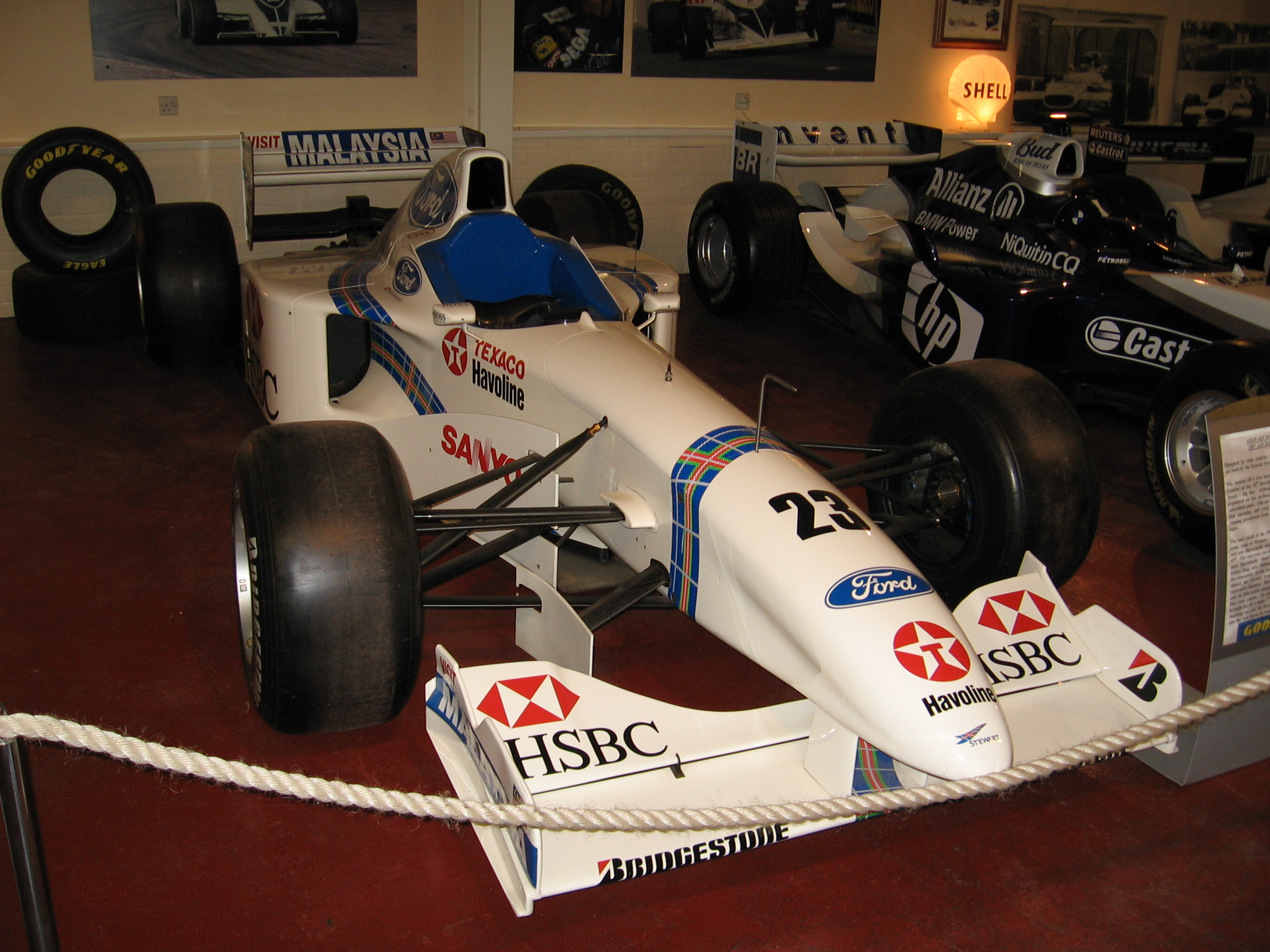
Oczerniany przez Erika Broadleya Stewart Grand Prix zdobył w debiutanckim sezonie sześć punktów

Oficjalna prezentacja bolidu oznaczonego symbolem T97/30 odbyła się w londyńskim hotelu Hilton 20 lutego. Miało to zatem miejsce dwa tygodnie przed pierwszym wyścigiem sezonu, którym było Grand Prix Australii. Podczas prezentacji Eric Broadley zapowiedział, że w sezonie 1997 Lola planuje zdobyć kilka punktów, a w ciągu czterech najbliższych lat przynajmniej jeden tytuł mistrzowski.
Broadley podczas prezentacji powiedział, że Lola jest ekspertem w dziedzinie materiałów kompozytowych, a inżynierowie opanowali techniki stosowane w tunelu aerodynamicznym i przeniosą bezpośrednio do Formuły 1 ich doświadczenia aerodynamiczne w serii CART. Faktem jest jednak, że samochody konstrukcji Loli wygrały 150 wyścigów w serii CART.
W rzeczywistości samochód został ukończony dopiero w noc poprzedzającą prezentację, nigdy nie był testowany w tunelu aerodynamicznym i opierał się głównie na modelach T93/30 i T95/30. Chris Murphy został przedstawiony jako projektant samochodu, ale prawdopodobnie nie miał żadnego wpływu na projekt.
Pierwszy „shakedown” (pokaz) samochodu i jego testy odbyły się 22 lutego na torze Santa Pod Raceway. Zespół chciał podczas nich przede wszystkim sprawdzić działanie silnika. Testy te wykazały, że oba samochody były powolne zarówno na prostych, jak i w zakrętach – samochód wytwarzał zbyt duży opór aerodynamiczny, a jego siła dociskowa była zbyt mała. Oznaczało to również, że opony nie mogły zostać rozgrzane do odpowiedniej temperatury.
Wobec widocznego braku konkurencyjności, inżynierowie Loli postanowili zmodyfikować samochód. Całkowicie zmodyfikowano niektóre elementy zawieszenia (wahacze, drążki) w celu zwalczania kołysania się samochodu. Zupełnej modyfikacji uległa również tylna część pojazdu, początkowo inspirowana Lolą T93/30, dzięki czemu samochód się nie ślizgał.
Członkowie zespołu byli pewni, że MasterCard Lola wypadnie dobrze w debiutanckim sezonie. Eric Broadley nawiązywał do zespołu Stewart Grand Prix i reguły 107%:

Jeśli ich nie pokonamy, to zasłużymy na porządnego kopniaka w tyłek. Z naszym doświadczeniem i wsparciem nie powinno być z tym problemu. [...] Reguła 107% pozostawia duży margines. Jeśli nie będziemy tego potrafili zrobić, nie powinno nas być tutaj.

Vincenzo Sospiri dodał:

Mam nadzieję, że będziemy mogli zdobywać punkty pod koniec roku i jestem pewien, że nie będziemy mieli w trakcie sezonu problemów z kwalifikacjami.

## T97/30 w wyścigach

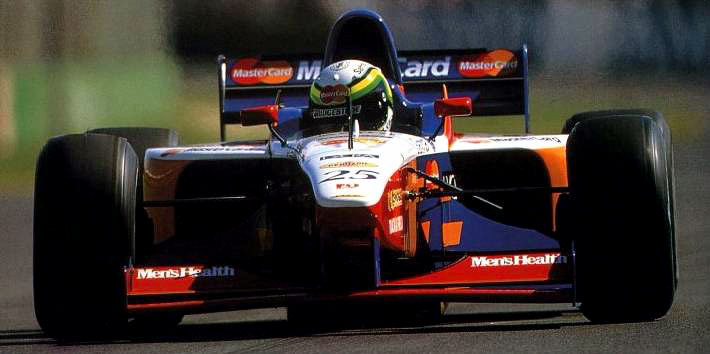
Ricardo Rosset podczas Grand Prix Australii 1997

Podczas pierwszej sesji treningowej do Grand Prix Australii Rosset stracił do zwycięzcy, Jeana Alesiego, 8,5, a Sospiri 10 sekund. Obaj kierowcy narzekali na problemy ze stabilnością pojazdu. Druga sesja treningowa wypadła jeszcze gorzej: zwycięzcą tej sesji był Jacques Villeneuve, uzyskując czas 1:28,594. Najlepszy czas Rosseta wynosił 1:41,416, a Sospiriego – 1:44,286. Zaczęto wówczas żartować z Loli, zadając pytanie, czy model T97/30 potrafiłby być szybszy od samochodów Formuły 3000.
Mimo to kierowcy podjęli próbę zakwalifikowania się do wyścigu. Villeneuve zdobył pole position z czasem 1:29,369, więc limit 107% konieczny do zakwalifikowania się do wyścigu wynosił 1:35,625. Nie zmieścili się w nim trzej kierowcy: Pedro Diniz z Arrowsa (1:35,972) oraz kierowcy Loli. Sospiri ustalił czas 1:40,972, a Rosset – 1:42,086. Diniza dopuszczono wprawdzie do wyścigu, ale Sospiriego i Rosseta – nie.
Po niezakwalifikowaniu się Rosset był jednak optymistycznie nastawiony twierdząc, że zespół będzie starał się rozwijać samochód, a on postara się wypaść w „domu” jak najlepiej (następną eliminacją sezonu 1997 było Grand Prix Brazylii). Sospiri twierdził natomiast, że postęp będzie trudny i należy znaleźć więcej balansu i przyczepności.
Po katastrofalnych wynikach Loli w Australii, inżynierowie zespołu powrócili do siedziby zespołu, Huntingdon, by jak najlepiej przygotować samochód do kolejnego wyścigu w Brazylii. Natychmiast rozpoczęto prace nad nowymi częściami i nowymi obszarami rozwoju. W Brazylii zespół dowiedział się, że MasterCard wycofało wsparcie. 26 marca Broadley ogłosił wycofanie się zespołu z mistrzostw, podając jako oficjalną przyczynę problemy techniczne i finansowe. Problemy finansowe wynikały z faktu, iż od listopada 1996 roku do marca 1997 roku zespół wydał sześć milionów funtów, a program „Club MasterCard” nie przynosił spodziewanych zysków. W Brazylii zespół nie wziął udziału ani w treningach, ani w kwalifikacjach, przez całe Grand Prix zostając w garażu. Po Grand Prix Brazylii zespół został definitywnie rozwiązany.

## Dalsze losy modelu
Modelu T97/30 w sezonie 1998 planował użyć Zoran Stefanović, który zamierzał zgłosić swój zespół do mistrzostw Formuły 1. Pomysł ten nie doszedł jednak do skutku.
Modele oficjalnie oznaczone T97/30-1 i T97/30-2 (należące odpowiednio do Sospiriego i Rosseta) obecnie są własnością kanadyjskiej szkoły wyścigowej. T97/30-3 (samochód rezerwowy) jest własnością Martina Birrane’a, właściciela Loli, i znajduje się w muzeum na torze Mondello Park, a nieukończony model T97/30-4 znajduje się w fabryce Loli w Huntingdon.
Mimo niepowodzenia projektu T97/30, historyk sportów motorowych Sam Collins uważa, że samochód ten uchronił firmę Lola przed upadkiem w tamtym okresie.

## Wyniki
| Legenda oznaczeń w tabelach wyników Wyświetl szablon na nowej stronie | Legenda oznaczeń w tabelach wyników Wyświetl szablon na nowej stronie                                                                     |
| Oznaczenie                                                            | Wyjaśnienie |
| --------------------------------------------------------------------- | --- |
| Złoty                                                                 | Zwycięzca lub mistrzostwo |
| Srebrny                                                               | 2. miejsce lub wicemistrzostwo |
| Brązowy                                                               | 3. miejsce lub II wicemistrzostwo |
| Zielony                                                               | Ukończył, punktował (w klasyfikacji generalnej, gdy zdobył co najmniej jeden punkt na przestrzeni sezonu, poza trzema powyższymi opcjami) |
| Niebieski                                                             | Ukończył, nie punktował (w klasyfikacji generalnej, gdy nie zdobył co najmniej jednego punktu na przestrzeni sezonu)                      |
| Czerwony                                                              | Nie zakwalifikował się (NZ) |
| Czerwony                                                              | Nie prekwalifikował się (NPK) |
| Różowy                                                                | Nie ukończył (NU) |
| Różowy                                                                | Niesklasyfikowany (NS) (w klasyfikacji generalnej, gdy nie został sklasyfikowany w żadnym wyścigu sezonu)                                 |
| Czarny                                                                | Zdyskwalifikowany (DK) |
| Czarny                                                                | Wykluczony (WYK/EX) |
| Biały                                                                 | Nie wystartował (NW) |
| Biały                                                                 | Kontuzjowany (K/INJ) |
| Biały                                                                 | Wyścig odwołany (OD/C) |
| Bez koloru                                                            | Został wycofany (WYC/WD) |
| Bez koloru                                                            | Nie przybył (NP/DNA) |
| Bez koloru                                                            | Nie brał udziału w treningach (NT/DNP) |
| Bez koloru                                                            | Nie został zgłoszony (–) |
| Pogrubienie                                                           | Start z pole position |
| Kursywa                                                               | Najszybsze okrążenie wyścigu |
| †                                                                     | Nie ukończył, ale jego rezultat został zaliczony ze względu na przejechanie więcej niż 90% dystansu wyścigu.                              |
| *                                                                     | Sezon w trakcie |
| 1/2/3                                                                 | Punktowana pozycja w sprincie |
| Lista systemów punktacji Formuły 1                                    | |

| Sezon | Zespół                  | Silnik | Kierowcy         | Wyniki w poszczególnych eliminacjach | Wyniki w poszczególnych eliminacjach | Wyniki w poszczególnych eliminacjach | Wyniki w poszczególnych eliminacjach | Wyniki w poszczególnych eliminacjach | Wyniki w poszczególnych eliminacjach | Wyniki w poszczególnych eliminacjach | Wyniki w poszczególnych eliminacjach | Wyniki w poszczególnych eliminacjach | Wyniki w poszczególnych eliminacjach | Wyniki w poszczególnych eliminacjach | Wyniki w poszczególnych eliminacjach | Wyniki w poszczególnych eliminacjach | Wyniki w poszczególnych eliminacjach | Wyniki w poszczególnych eliminacjach | Wyniki w poszczególnych eliminacjach | Wyniki w poszczególnych eliminacjach | Wyniki kierowców | Wyniki kierowców | Wyniki konstruktora | Wyniki konstruktora |
| Sezon | Zespół                  | Silnik | Kierowcy         | Australia                            | Brazylia                             | Argentyna                            | San Marino                           | Monako                               | Hiszpania                            | Kanada                               | Francja                              | Wielka Brytania                      | Niemcy                               | Węgry                                | Belgia                               | Włochy                               | Austria                              | Luksemburg                           | Japonia                              | Unia Europejska                      | Punkty           | Pozycja          | Punkty              | Pozycja             |
| ----- | ----------------------- | ------ | ---------------- | ------------------------------------ | ------------------------------------ | ------------------------------------ | ------------------------------------ | ------------------------------------ | ------------------------------------ | ------------------------------------ | ------------------------------------ | ------------------------------------ | ------------------------------------ | ------------------------------------ | ------------------------------------ | ------------------------------------ | ------------------------------------ | ------------------------------------ | ------------------------------------ | ------------------------------------ | ---------------- | ---------------- | ------------------- | ------------------- |
| 1997  | MasterCard Lola F1 Team | Ford   | Vincenzo Sospiri | NZ                                   | NW                                   | –                                    | –                                    | –                                    | –                                    | –                                    | –                                    | –                                    | –                                    | –                                    | –                                    | –                                    | –                                    | –                                    | –                                    | –                                    | 0                | NS               | 0                   | NS                  |
| 1997  | MasterCard Lola F1 Team | Ford   | Ricardo Rosset   | NZ                                   | NW                                   | –                                    | –                                    | –                                    | –                                    | –                                    | –                                    | –                                    | –                                    | –                                    | –                                    | –                                    | –                                    | –                                    | –                                    | –                                    | 0                | NS               | 0                   | NS                  |